# Conquêtes de Sun Ce au Jiangdong
guerres de la fin de la dynastie Han
les conquêtes de Sun Ce au Jiangdong, (chinois simplifié : 孙策平江东之战 ; chinois traditionnel : 孫策平江東之戰 ; pinyin : Sūn Cè Píng Jiāngdōng Zhī Zhàn), sont une série de campagnes militaires menées en 194 et 199 par le seigneur de guerre Sun Ce pour conquérir les territoires des régions du Jiangdong et de Wu. Ces campagnes ont lieu pendant la fin de la dynastie Han et s'achèvent par la victoire de Sun Ce. Les territoires conquis sont la base à partir de laquelle sera créé le futur royaume de Wu, un des protagonistes de la période des Trois Royaumes.

## Situation avant les conquêtes
Sun Ce est le fils aîné de Sun Jian, qui est tué en 191, durant les combats de la bataille de Xiangyang qu'il mène contre Liu Biao, le gouverneur de la Province de Jing (en). Même si Sun Ce n'a que 17 ans quand son père meurt, il est déjà bien connu des seigneurs de guerre locaux et est entouré de nombreux hommes réputés.
En 194, Sun Ce part à la rencontre de Yuan Shu, le Seigneur de guerre dont son père était le subordonné. Yuan Shu est surpris, mais il refuse de rendre le commandement des troupes de Sun Jian à Sun Ce. À cette époque, Wu Jing (en), qui est à la fois l'oncle maternel de Sun Ce et l’administrateur de Danyang, est également sous les ordres de Yuan Shu. Shu donne l'ordre à Sun Ce de partir à Danyang et d'y recruter ses propres troupes. Bien qu’il réussit à rassembler quelques centaines d’hommes, Sun Ce est attaqué par Zu Lang, le chef d'une troupe de bandits du comté de Jing et manque d'être tué. Sun Ce retourne voir Yuan Shu, qui cette fois accepte de lui confier environ 1 000 des troupes de Sun Jian. Yuan Shu lui promet aussi de le nommer administrateur de Jiujiang, mais il revient sur sa parole et nomme Chen Ji à ce poste.
Par la suite, Yuan Shu commence à planifier une attaque contre la Province de Xu et demande à Lu Kang (en), l’administrateur de Lujiang, de lui fournir 30 000 hu(斛) de riz pour ses soldats. Kang refuse, ce qui rend Shu furieux. De son côté, Sun Ce a également une dent contre Lu Kang, depuis le jour où ce dernier a refusé de le rencontrer et a envoyé un de ses fonctionnaires à sa place, alors que Ce s'était déplacé exprès pour rendre visite à Kang. Yuan Shu envoie Sun Ce attaquer Lu Kang, et avant qu'il parte, il lui fait la promesse suivante : « J'ai fait une erreur en nommant Chen Ji et maintenant je regrette souvent ne pas avoir respecté ma décision initiale. Si vous battez Lu Kang, Lujiang sera vraiment vôtre ». Paroles vaines, car Yuan Shu renie à nouveau sa promesse et après la conquête de Lujiang par Sun Ce, c'est Liu Xun (en) qui est nommé administrateur à sa place. Déçu par l'attitude de Yuan Shu, Sun Ce a toutefois réussi à gagner l’appui de personnalités de la région de Wu, comme Ling Cao (en) et son clan, et de pirates tels que Zhou Tai et sa bande.
À cette époque, les territoires de la Province de Yang, qui se trouve dans le sud-est de la Chine, sont théoriquement sous la juridiction de Liu Yao, qui a été nommé inspecteur de la province. Dans les faits, Yao contrôle seulement les quatre commanderies de Danyang, Wu, Kuaiji et Yuzhang. Celles de Jiujiang et Lujiang, situés au nord du fleuve Yangtse, lui échappent totalement. Dans un premier temps, Shouchun était la capitale de la Province de Yang, mais comme Yuan Shu a pris le contrôle de la ville, Liu Yao a déplacé sa capitale à Danyang. Une des premières choses que fait Liu Yao une fois installé est d'expulser Wu Jing, l'administrateur de Danyang mis en place par Yuan Shu. Sun Ben (en), un cousin de Sun Ce qui était alors le Commandant militaire de Danyang, prend également son poste et est aussi expulsé. Pendant que Sun Ben et Wu Jing se retirent à Liyang, Liu Yao envoie Fan Neng et Yu Mi en garnison à Hengjiang Ford, qui se situe au sud-est de l’actuel Xian de He, Anhui. Il envoie également Zhang Ying défendre Danglikou, qui se situe à l’est de l'actuel Xian de He, Anhui. En agissant ainsi, Yao se prépare pour contrer un éventuel retour en force de Wu Jing. Précaution utile, car Yuan Shu nomme Hui Qu (惠衢), un de ses subordonnés, inspecteur de la Province de Yang, Wu Jing comme Inspecteur Militaire Général de la Maison et l'envoie avec Sun Ben attaquer les forces de Liu Yao.

## Les conquêtes

### Campagne contre Liu Yao
En 195, Sun Ce demande à Yuan Shu sa permission pour aller aider Wu Jing dans sa lutte contre Liu Yao. Yuan Shu accepte et nomme Sun Ce comme « Colonel qui Brise et Charge » (折衝校尉) et « Général qui Extermine Les Bandits » (殄寇將軍) par intérim. Au départ, Sun Ce a sous ses ordres environ 1 000 soldats, quelques dizaines de chevaux de guerre et quelques centaines de partisans. Quand il atteint Liyang, qui se situe dans l’actuel Xian de He, Anhui, il a rallié 5 000 à 6 000 hommes de plus. Là, l'armée de Sun Ce traverse le fleuve Yangzi Jiang et attaque le camp de Liu Yao situé à Niuzhu. Cette première prise lui permet d'obtenir beaucoup d’armes, de fournitures et de provisions. Peu de temps auparavant, Xue Li, le Chancelier de Pengcheng et Ze Rong, le Chancelier de Xiapi, ont conduit des troupes vers le sud, pour aider Liu Yao. Lorsque Sun Ce arrive dans la région, Xue Li est en garnison à Moling tandis que Ze Rong monte un camp fortifié au sud de Moling. Sun Ce commence par attaquer Ze Rong, qu'il défait en tuant plus de ses 500 hommes. Après la perte de son camp, Rong se retire à Moling et reste à l'abri des murs de la ville.
Sun Ce tourne ensuite son attention vers Xue Li et l'attaque, mais ce dernier réussit à s'échapper. Pendant ce temps, Fan Neng et Yu Mi rassemblent des troupes pour reprendre Niuzhu. Lorsque Sun Ce est mis au courant de la situation, il retourne à Niuzhu et bat Fan Neng et Yu Mi. Grâce à cette victoire, des milliers de civils passent sous son contrôle. Sun Ce repart pour attaquer Ze Rong, mais il est blessé par une flèche au cours de la bataille et ne peut pas monter sur son cheval, ce qui l'oblige à rester dans son camp de Niuzhu. Pour attirer Ze Rong en dehors de Moling, Sun Ce ordonne à ses soldats de répandre de fausses rumeurs disant qu’il est mort des suites de ses blessures. Ze Rong tombe dans le piège et envoie son général Yu Zi (于茲) attaquer Sun Ce. Ce dernier envoie quelques centaines d’hommes tendre un guet-apens à Yu Zi, qui subit une cuisante défaite. Sun Ce se rend ensuite au camp de Ze Rong et donne l'ordre à ses hommes de crier, « Où est Sun Ce en fin de compte ? ». Yu Zi, terrifié, s'enfuit pendant la nuit.
Quand Ze Rong apprend que Sun Ce est toujours vivant, il renforce immédiatement ses défenses en faisant creuser des tranchées profondes et en rehaussant les remparts. Comme Ze Rong bénéficie d'une excellente défense, Sun Ce abandonne l’assaut. Après avoir levé ce siège, il bat les forces de Liu Yao à Hailing, ce qui lui permet de conquérir Hushu et Jiangcheng et d'arriver au pied des murailles de Qu'e, la capitale des territoires de Liu Yao. Lorsque Ce arrive devant la cité, Taishi Ci, venu de Donglai pour aider Liu Yao, est dans la cité avec ses hommes. Bien que ses subordonnés lui conseillent d'utiliser Taishi Ci pour résister à Sun Ce, Yao se méfie de Taishi et le laisse en retrait.
Alors que le siège se prolonge, Taishi Ci sort des murs de la ville pour une reconnaissance et rencontre Sun Ce à Shenting. Lors de cette rencontre, Sun Ce est accompagné de 13 cavaliers excellant au combat, notamment Han Dang, Huang Gai et Song Qian. Taishi Ci sait parfaitement que le chef de ce groupe n'est autre que Sun Ce et va droit sur lui pour le défier en duel. Pendant le combat, Sun Ce réussit à attraper une des ji de Taishi Ci, mais son adversaire lui prend son casque. Le duel s'arrête avec l'arrivée de renforts pour les deux camps et Sun Ce et Taishi Ci se retirent dans leurs camps respectifs.
Peu de temps après, Liu Yao est vaincu par Sun Ce et ses troupes abandonnent la ville pour s’enfuir. Après avoir occupé Qu'e, Sun Ce récompense ses hommes et lance un avis aux habitants de la ville : « Ceux qui étaient au service de Liu Yao et Ze Rong ne seront pas soumis à un interrogatoire s’ils se rendent. Pour ceux qui souhaitent s’engager dans l’armée, un homme de chaque foyer est suffisant ; ceux qui ne sont pas prêts ne seront pas obligés de s'engager ». Dans la journée, Sun Ce réussi à rallier plus de 20 000 soldats et à trouver 1 000 chevaux de guerre pour ses cavaliers.
Pendant ce temps, Liu Yao et Ze Rong se replient sur Yuzhang. Là, Ze Rong s'empare de la cité après avoir réussi à tuer Zhu Hao (朱皓), l'administrateur de la ville. Appréciant peu la manœuvre de l'ancien Chancelier de Xiapi, Liu Yao part de Pengze, ce qui correspond à l'actuel Xian de Hukou, Jiangxi, à la tête d'une armée pour attaquer Ze Rong. Rong est vaincu et est obligé de se replier dans les collines, où il est tué par les indigènes. Le gouvernement central des Han fait de Hua Xin le nouvel administrateur de Yuzhang.
Pendant ce temps, Zhu Zhi défait Xu Gong et conquiert la Commanderie de Wu, qu'il remet à Sun Ce lorsqu’il arrive. Xu Gong s’échappe pour rejoindreYan Baihu (en), le chef d'une bande de hors-la-loi.

### Campagne contre Wang Lang
En 196, les hommes de Sun Ce lui conseillent d’attaquer Yan Baihu, mais Sun leur répondː "Yan Baihu et ses acolytes n’ont pas de grandes aspirations. Je pourrais éventuellement les capturer plus tard". À la place, Sun Ce prend la tête de ses troupes, leur fait faire un détour pour éviter Yan Baihu en passant par le sud de la Commanderie de Wu et attaque Wang Lang, l’administrateur de la commanderie de Kuaiji, qui se trouve le long de la rive sud de la baie de Hangzhou. Yu Fan, un Officier du Mérite (功曹) aux ordres de Wang Lang, informe son Seigneur qu'il doit éviter d'attaquer Sun Ce car leurs effectifs militaires sont plus faibles que ceux de leur ennemi. Lorsque Sun Ce avance sur lui, Wang Lang s’installe pour défendre son territoire sur les bords de l'estuaire de la rivière Qiantang, au bout de la baie de Hangzhou. Pendant qu'il marche à travers la Commanderie de Wu, Sun Ce en profite pour rallier le soutien de ses relations dans la région. L’oncle de Sun Ce, Sun Jing, répond à son appel et le rejoint à Qiantang.
L'armée de Wang Lang est stationnée à Guling, où Sun Ce tente à plusieurs reprises de passer en force, mais en vain. Suivant les conseils de Sun Jing, il met son oncle à la tête d'un détachement qui part vers le sud pour traverser la rivière à Zhadu, qui se situe au sud-ouest de l’actuel district de Xiaoshan, Zhejiang. De là Sun Jing doit repartir en arrière pour attaquer les forces de Wang Lang à Gaoqian qui se situe au nord-ouest de l’actuelle ville de Shaoxing, Zhejiang. Cette nuit-là, Sun Ce ordonne à ses troupes restantes d'allumer le même nombre de feux de camp que les autres nuits, même s’ils sont moins nombreux; afin de faire croire à Wang Lang que les effectifs de son armée sont toujours les mêmes. Wang Lang tombe dans le piège et est vaincu par l'attaque surprise de Jing, ce qui permet à Sun Ce de traverser le fleuve.
Au départ, Wang Lang tente d’organiser une retraite et de regrouper ses troupes et, pour gagner du temps, il envoie Zhou Xin, l'homme qu'il a nommé administrateur de Danyang, bloquer une attaque de Sun Ce. Cette tentative échoue, car Zhou Xin est vaincu et tué lors des combats, ce qui oblige Wang Lang à abandonner ses territoires et à s’échapper vers le sud pour rejoindre Dongye en naviguant le long de la côte. Wang Lang finit par se soumettre à Sun Ce et est convoqué à la Cour impériale, deux ans plus tard.
Sun Ce se nomme de lui-même administrateur de Kuaiji, rétablit Yu Fan comme Officier du Mérite et le traite comme un ami. En 197, Sun Ce a déjà établi une solide tête de pont dans Jiangdong et en profite pour rompre les liens avec son ancien allié Yuan Shu. Il prévoit également d’étendre son territoire. En 198, Sun Ce est promu par la Cour impériale au rang de "Général Qui Attaque les Rebelles" (討逆將軍) et reçoit le titre de "Marquis de Wu" (吳侯). En outre, Sun Kuang, le frère cadet de Sun Ce, épouse la nièce du Chancelier Impérial Cao Cao tandis que Cao Zhang, le fils de Cao Cao, épouse la fille de Sun Ben (en), un cousin de Sun Ce.

### Campagne contre Yan Baihu, des bandits et les Shanyue
Alors que Sun Ce se bat contre Wang Lang, Chen Yu (陳瑀) le chef d'une bande de hors-la-loi de Haixi, qui se situe au sud-est de l’actuel Xian de Guannan, Jiangsu, se proclame administrateur de la Commanderie de Wu. Chen Yu conduit secrètement ses hommes par la rivière, espérant s’allier avec Yan Baihu pour attaquer Sun Ce. Son plan échoue, car Ce envoie deux armées pour attaquer simultanément Chen Yu et Yan Baihu, qui sont vaincus.
En 198, Yuan Shu envoie un messager à Zu Lang, le chef d'un groupe de bandits basé à Danyang, promettant de lui accorder un poste officiel, s’il attaque Sun Ce. De son côté, après la défaite de Liu Yao, Taishi Ci s'est enfui vers les collines situées autour de l'actuelle ville de Wuhu. Il se déclare administrateur de Danyang et part dans le comté de Jing, où il rassemble autour de lui un grand nombre de soldats appartenant au peuple non han des Shanyue.
Après la pacification de la région orientale de Danyang, Sun Ce mène ses troupes pour attaquer Zu Lang à Lingyang, qui se situe à l’ouest de l'actuel Xian de Taiping, Anhui. Il réussit à vaincre Zu et à prendre la ville. Bien que Sun Ce ait failli perdre la vie dans une bataille antérieure contre Zu Lang, qui a eu lieu avant qu’il commence ses conquêtes, il épargne Zu et en fait un de ses officiers. Plus tard, Sun Ce réussit à vaincre Taishi Ci à Yongli, qui se situe dans l'actuel Xian de Jing, Anhui, et à le capturer. Ce libère Ci et réussi à le persuader de le servir comme général. Et lorsque l'armée de Sun Ce rentre sur Wu dans une marche triomphale, Taishi Ci et Zu Lang sont en tête des troupes. Grâce à ses victoires, Sun Ce a pacifié les six comtés ouest de Jing (涇) et contrôle trois commanderies dans le Jiangdong.
Pendant ce temps, Liu Yao est mort de maladie à Yuzhang et laisse derrière lui plus de 10 000 hommes sans chef. Sun Ce envoie Taishi Ci les recruter, en lui disant que les hommes de Liu Yao veulent se joindre à lui. Sun demande ensuite à Taishi combien d’hommes il veut prendre avec lui et ce dernier lui répond qu’il a besoin d’environ dix hommes. Les conseillers de Sun Ce pensent que Taishi Ci ne reviendra pas, mais ce dernier leur dit que si Ci l'abandonne, il n’aura aucune autre personne vers qui se tourner. Sun Ce assiste personnellement au départ de Taishi Ci, lui serre la main et lui demande quand il reviendra, ce à quoi Ci répond qu'il reviendra dans moins de 60 jours. Comme promis, Taishi Ci revient le jour prévu, ramenant avec lui la plupart des anciens soldats de Liu Yao.

### Rupture des relations entre Sun Ce et Yuan Shu
Pendant que Sun Ce s'attaque aux seigneurs de guerre du Jiangdong, Yuan Shu s’apprête à devenir empereur. Bien qu'il soit le maitre de Huainan depuis des années, Yuan Shu n’a pas fait de grandes réalisations. Au lieu de cela, il a opprimé le peuple et perturbé la production agricole. Sur le champ de bataille, il a également connu de nombreuses défaites, mais comme il avait récupéré le sceau impérial, il voulait se proclamer empereur, contre l’avis de ses partisans.
Lorsque Sun Ce entend dire que Yuan Shu s’apprête à se déclarer empereur, il lui écrit une lettre pour le réprimander et mettre en avant les méfaits potentiels liés à une telle trahison. Yuan Shu ignore les conseils de Sun Ce et se proclame précipitamment "Fils du Ciel", vers la fin de 196 ou le début de 197, et fonde sa nouvelle dynastie Zhong (仲) à Huainan. Les actions de Yuan Shu provoquent l’hostilité des autres seigneurs de guerre et amènent Sun Ce à rompre les liens avec lui. La Cour impériale des Han, qui est en fait sous contrôle du Chancelier Impérial Cao Cao, publie des édits destinés à Lü Bu et Sun Ce, les exhortant à exterminer le régime de Yuan Shu.

### Conquête de Lujiang
Au cours de l’hiver 199, le régime de Yuan Shu est écrasé par les forces des Han et Yuan lui-même meurt peu de temps après sa défaite. Hong Yang et Zhang Xun, deux anciens subordonnés de Yuan Shu décident de se rendre à Sun Ce, ainsi que leurs hommes et de la famille de Yuan Shu. Cependant, Liu Xun, l’administrateur de Lujiang, les prend de vitesse et les attaque, emmène en captivité et pille leurs biens. Lorsque Sun Ce entend parler de cet incident, il fait semblant de s’allier avec Liu Xun en lui envoyant des cadeaux coûteux et fait son éloge.
Sun Ce fait semblant d'être en situation d'infériorité et exhorte Liu Xun pour qu'il l’aide à attaquer Shangliao, ce qui correspond actuellement à Yongxiu au Jiangxi. L'appât est bien choisi, car il s'agit d'une région peuplée du Jiangdong sur laquelle Liu a des vues depuis longtemps. Liu Ye, un subordonné de Liu Xun, tente de dissuader son maitre d’envahir Shangliao, mais Xun ignore ses conseils. Après le départ de l’armée de Liu Xun, Sun Ce divise ses troupes en deux groupes pour attaquer Lujiang : Sun Ben et Sun Fu partent avec un contingent jusqu'à Pengze pour couper la route de retour de Liu Xun ; pendant que Sun Ce et Zhou Yu dirigent personnellement 20 000 soldats pour partir à l’assaut de Huancheng (皖城), ce qui correspond maintenant au Xian de Qianshan, Anhui, la capitale de Lujiang. Ce et Yu réussissent à s'emparer rapidement de leur objectif et à capturer les hommes et la famille de Liu Xun, avant de libérer Hong Yang, Zhang Xun et la famille de Yuan Shu. Après cela, Sun Ce déplace la majorité de la population de Lujiang sur ses territoires autour du fleuve Yangtze, tout en laissant son général Li Shu (李術) sur place avec une garnison pour garder Lujiang. Il retourne ensuite rejoindre ses cousins à Pengze.
De son côté, Liu Xun tente de prendre Haihun par surprise, mais les habitants sont prévenus de son attaque et il échoue. Quand Liu Xun est mis au courant de l’attaque de Sun Ce, il cherche à revenir sur ses pas, mais il est bloqué par l’armée de Sun Ben à Pengze et repoussé vers l'ouest jusqu'au fleuve Yangtze. Liu Xun cherche alors à aménager des positions défensives près des monts Xisai, où il demande des renforts à Liu Biao et Huang Zu. Huang Ye (黃射), le fils de Huang Zu, prend la tête de 5 000 hommes et d'une flotte de navires et part de Jiangxia, qui est situé à l’ouest de l'actuel District de Xinzhou, Wuhan, Hubei, pour aider Liu Xun. Sun Ce inflige une défaite aux troupes de Zu, capturant plus de 2 000 soldats ennemis et 1 000 navires, tandis que Liu Xun fuit vers le Nord pour rejoindre Cao Cao.

### Conquête de Yuzhang
Après sa victoire, Sun Ce part vers l’Ouest pour attaquer Jiangxia et vainc l’armée de Huang Zu à Shaxian, qui se situe près de l’actuelle ville de Wuhan, Hubei. Durant les combats, plusieurs soldats ennemis sont tués ou se noient, Sun Ce capture la famille de Huang Zu et obtient 6 000 navires. Sun Ce part ensuite vers le sud pour attaquer Yuzhang, ce qui correspond actuellement à Nanchang, Jiangxi. Il envoie Yu Fan persuader Hua Xin, l'administrateur de Yuzhang, de se rendre, ce que Hua accepte. Une fois arrivé en ville, Sun Ce traite Hua Xin, un homme d'un certain âge qui force le respect, comme un invité d’honneur.

## Conséquences
À l’été 200, Sun Ce conduit son armée vers l’Ouest pour lancer une nouvelle attaque contre Huang Zu. Chen Deng, l’administrateur de Guangling, s'allie avec ce qui reste des troupes de Yan Baihu et tente de lancer une attaque sur la Commanderie de Wu. Sun Ce bat Huang Zu et repart pour faire face à Chen Deng, mais son armée est temporairement bloquée sur le chemin du retour à Dantu, pour attendre l'arrivée des fournitures. En attendant l'arrivée des provisions, Sun Ce part à la chasse avec quelques hommes, mais perd son escorte car son cheval est plus rapide que les leurs. Lorsque Sun Ce se retrouve seul, il est pris en embuscade par trois anciens fonctionnaires de Xu Gong, l’administrateur de la Commanderie de Wu, qu’il a tué plus tôt. Il est touché à la joue par une flèche tirée par l’un d’eux, avant que ses hommes n'arrivent sur place et tuent les assassins. Sun Ce finit par mourir de sa plaie quelques jours plus tard.
Sun Quan, le frère cadet de Sun Ce, hérite du territoire conquis par son frère dans le Jiangdong et l'agrandit. Il deviendra plus tard l’empereur fondateur du Royaume de Wu, au début de l’ère des trois royaumes.

## Ordre de bataille
| - Sun Ce - Xu Kun (徐琨), cousin maternel de Sun Ce. - Sun He (孫河), lointain cousin et garde du corps de Sun Ce. - Cheng Pu - Huang Gai - Han Dang - Zhu Zhi - Song Qian - Lü Fan - Xu Yi (徐逸) - Zhang Zhao - Jiang Qin - Zhou Tai - Chen Wu - Ling Cao (en) - Dong Xi - Xu Sheng - Quan Rou (全柔) - Li Shu (李術) - Zhou Shang (周尚), l'oncle de Zhou Yu. Il est l'Administrateur de Danyang quand Wu Jing attaque Guangling. - Zhou Yu, le Chef de Juchao. Il aide Sun Ce à pacifier le Jiangdong en prétextant rendre visite à son oncle. - Wu Jing, l'Administrateur de Danyang, oncle maternel de Sun Ce. - Sun Ben (en), le Commandant de Danyang et cousin de Sun Ce. Après la mort de Liu Yao, il devient l'Administrateur de Yuzhang. - Sun Fu (en), le jeune frère de Sun Ben. - Les troupes de soutien de Yuan Shu: - Hui Qu (惠衢) - Yuan Yin, un membre de la famille de Yuan Shu. Il a été chassé par Xu Kun lorsque ce dernier est envoyé par Yuan Shu pour devenir l’Administrateur de Danyang. | - Liu Yao, L'Inspecteur de la Province de Yang. Il se retire à Yuzhang après avoir été battu par Sun Ce et meurt de maladie en 197. - Xu Shao, sert comme conseiller de Liu Yao. - Fan Neng, le Général Défenseur de Hengjiang Ford. - Yu Mi, le Général Défenseur de Hengjiang Ford. - Zhang Ying, le Général Défenseur de Danglikou. - Taishi Ci (se rend) - Ze Rong, un leader bouddhiste et le Chancelier de Xiapi. - Yu Zi (于茲) - † Xue Li, le Chancelier de Pengcheng, tué au combat par Ze Rong. - Yan Baihu (en), le chef d'une bande de hors-la-loi du Wu. - Yan Yu, le jeune frère de Yan Baihu. il est tué par Sun Ce alors qu'il essaye de négocier la paix. - † Xu Gong, le Commandant du Wu. Après que Sun Ce lui a infligé plusieurs défaites, il tente de conspirer avec Cao Cao, mais finit par être capturé et exécuté. - Wang Lang, l'Administrateur de la commanderie de Kuaiji. Obligé de se rendre, il part vers le nord pour rejoindre Cao Cao.(se rend) - † Zhou Xin, l'ancien Administrateur de Danyang. - Yu Fan, un conseiller de Wang Lang. Il s’oppose à son maitre lorsqu'il décide d'aider Yan Baihu et rejoint Sun Ce après la défaite de Lang.(se rend) - He Qi, le Chef du Xian de Yan (剡). Il se range aux côtés de Sun Ce après la défaite de Wang Lang.(se rend) - Zhang Ya (張雅), le chef d'un groupe de bandits de Houguan. Il aide Wang Lang après que Sun Ce a réussi à prendre sa ville. - Xu Jing, le frère de Xu Shao. Il s'enfuit pour rejoindre Shi Xie après la défaite de Wang Lang. - Lu Kang, l'ancien Administrateur de Lujiang. Il meurt de maladie pendant le siège de Lujiang. - Chen Deng, l'Administrateur de Guangling. - Chen Jiao (陳矯), un Clerc (功曹） sous les ordres de Chen Deng. - Chen Yu (陳瑀), le chef d'un groupe de bandits de Haixi. Il se rend à Yuan Shao. - † Chen Mu (陳牧) - Zu Lang, le chef d'un groupe de bandits du comté de Jing. (se rend) - Huang Longluo (黃龍羅), le chef d'un groupe de bandits du Shanyin. - Zhou Bo (周勃), le chef d'un groupe de bandits du Shanyin. - Liu Biao's support forces: - Liu Pan, neveu de Liu Biao. - Huang Zu, l'Administrateur de Jiangxia. - † Huang She (黃射), fils de Huang Zu. - † Liu Hu (劉虎), neveu de Liu Biao. - † Han Xi (韓希) - Liu Xun, l'Administrateur de Lujiang. Il rejoint Cao Cao après sa défaite face à Sun Ce. - Liu Xie (劉偕), neveu de Liu Xun. - Liu Ye, rejoint Cao Cao en même temps que Liu Xun. |